# Mama (pel·lícula)
Mama és una pel·lícula de terror argentino-canadenca dirigida per Andrés Muschietti i protagonitzada per Jessica Chastain i Nikolaj Coster-Waldau. Va ser estrenada als Estats Units el 18 de gener de 2013. Va ser produïda per J. Miles Dale i Bàrbara Muschietti, amb Guillermo del Toro oficiant com productor executiu. Està basada en el curtmetratge Mamà, també realitzat per Muschietti l'any 2008. Ha estat doblada al català.

## Argument
Durant la crisi econòmica de 2008, un home de negocis anomenat Jeffrey Desange, aclaparat pel fracàs financer, mata alguns dels seus socis, la seva exesposa i després fuig, emportant-se les seves dues filles: la jove Victoria de tres anys i la petita Lilly d'un any.
Després de recórrer un remot camí ple de neu el seu acte s'estavella contra uns arbres. Jeffrey camina pel bosc amb les nenes fins a arribar a una cabanya abandonada que troba a prop. Sumit en la desesperació i el remordiment es prepara per a matar a les seves filles i després suïcidar-se, però en l'últim moment és assassinat per una estranya figura que habita la cabanya. Victoria mira la figura, però només albira una silueta ja que les seves ulleres es van trencar en l'accident. Aquesta nit, mentre cuida a la seva petita germana, la silueta reapareix portant menjar per a ambdues.
Cinc anys després, Lucas Desange (Nikolaj Coster-Waldau), oncle de les nenes i germà bessó de Jeffrey, continua buscant al seu germà i a les seves nebodes en companyia de la seva xicota, Annabel Moore (Jessica Chastain). Tots dos tenen les seves pròpies preocupacions, ja que mentre Lucas insisteix a continuar amb la cerca, s'ha quedat sense fons amb que pagar a l'equip encarregat d'aquesta. Per part seva, a Annabel li preocupa la idea de quedar-se embarassada, ja que li desagrada la idea de ser mare, perquè no sent cap instint maternal o interès.
La cerca finalitza amb la troballa de l'automòbil destruït i les nenes en la cabanya. A aquestes altures, Victoria (Megan Charpentier) i Lilly (Isabelle Nélisse) es comporten completament com a animals i són posades en teràpia psiquiàtrica amb el Dr. Dreyfuss (Daniel Kash). Existeix una disputa legal per la custòdia de les nenes entre Lucas i Jean Podolski (Jane Moffat), una adinerada tia materna de les nenes. Donades les seves necessitats especials, la cort qüestiona la capacitat de Lucas i Annabel per criar a dues nenes en un petit apartament, especialment perquè Lucas és artista i Annabel baixista d'una banda de garage i tot el capital que posseïen va ser usat en els cinc anys de cerca. No obstant això, sabent que no podrà estudiar les nenes se'n van amb la seva tia a l'altre costat del país, el Dr. Dreyfuss fa un tracte amb Lucas i Annabel per a recomanar-los com a guardians legals i prestar-los una casa més adequada, amb la condició que permetin que les nenes siguin tractades i estudiades per ell.
El doctor està interessat en el cas, ja que les nenes es refereixen constantment a un ésser que les va cuidar i va protegir tots aquests anys i que ell defineix com imaginari. Ell creu que es tracta d'un personalitat secundària de Victoria creada per a tolerar la seva situació i poder criar la seva germana. Aviat es torna evident que l'estranya figura, a qui les nenes diuen Mamà, és present en la nova casa al costat d'elles.
Annabel es mostra poc inclinada a cuidar a les nenes, ja que no considera agradables als infants i mai li ha agradat la idea de la maternitat, per la qual cosa la cura de les noies recau en Lucas. No obstant això, una nit alguna cosa emergeix d'una paret i el llança des de les escales del segon pis, portantlo a estat de coma. Això obliga a Annabel a fer-se càrrec de les nenes.
La presència de Mamà (Javier Botet) és generalment acompanyada per papallones negres i problemes elèctrics. Juga amb les nenes, però s'amaga de la resta de les persones. Victoria sempre es lleva les ulleres per a mirar-la i li diu al Dr. Dreyfuss que ella no apareixerà on pugui ser vista. Seguint les pistes i noms que Victoria revela durant les seves sessions d'hipnosis, el doctor rastreja els seus testimoniatges fins a una dona del segle XIX que va escapar d'un sanatori. En investigar, descobreix les restes d'un nen que no va ser reubicat després de canviar de lloc el cementiri del sector i el doctor pren custòdia d'ells.

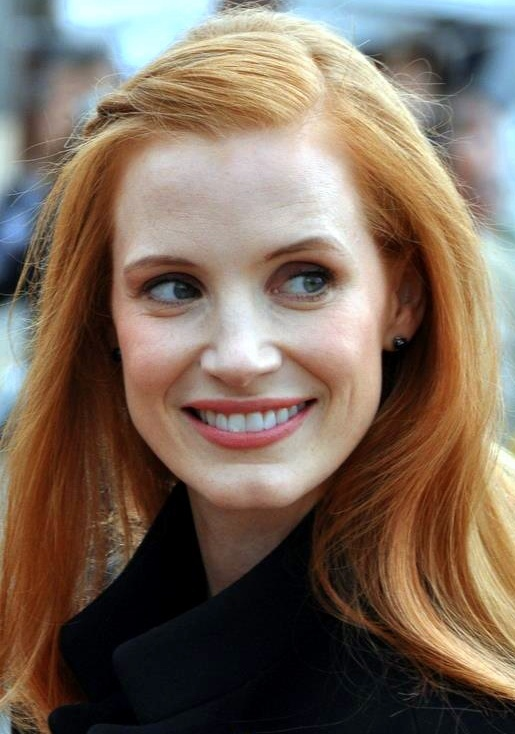
Jessica Chastain interpreta a Annabel.

En passar el temps, Victoria (que posseïa una criança i desenvolupament social previ a la seva vida en el bosc) torna a ser una nena normal, però Lilly (que només coneixia la vida a la cabanya) manté els seus modals d'animal i una actitud agressiva. Eventualment, Annabel comença a desenvolupar afecte per les nenes i Victoria comença a preferir-la sobre Mamà, però Lilly no. Annabel comença a sospitar que alguna cosa va malament i creu que Mamà podria ser real quan nota evidències d'un presència a la casa. Victoria es preocupa per la seguretat de la seva tia i li adverteix que no ha de mostrar interès en elles ja que Mamà està molt gelosa. Aquesta nit, Mamà assetja Annabel mentre dorm i aquesta té un somni que Victoria també va dir tenir fa temps.
Mamà va ser realment Edith Brennan, una pacient extremadament inestable, violenta i perillosa que es va escapolir d'un asil mental en la dècada de 1800. Després d'això, va atacar el convent on mantenien a la seva filla nounada (també dita Lilly) i va assassinar les monges que la cuidaven, escapant amb el seu bebè. Perseguida per les autoritats, va acabar enmig del bosc, a la vora d'un penya-segat amb vista a un llac. Sabent que no tenia sortida, va saltar a l'aigua amb el seu bebè en braços, però en la caiguda es va colpejar violentament contra la branca d'un arbre. Mamà va caure al llac, però la bebè —morta per l'impacte— va quedar penjant del tronc i va ser trobada pels que les perseguien, enterrada al cementiri i posteriorment exhumada, sent aquests les restes en poder del doctor. Mamà es va convertir en un fantasma que va recórrer el bosc, obsessionada amb trobar la seva filla. Això va provocar que es corrompés i prengués una estranya forma, amb les parts del cos retorçades i les articulacions doblegades de manera antinatural pel cop contra la branca, que va fer trencar tots els seus ossos. Durant més d'un segle, l'esperit de Mamà va buscar a la seva filla al bosc fins que va trobar Victoria i Lilly a punt de ser assassinades en la cabanya. Allí, les va protegir com si fossin les seves filles.
A l'hospital, Lucas té un somni induït pel seu germà mort mentre està en coma, qui li demana que cuidi les nenes i li assenyala el bosc, aconseguint despertar-lo. Al seu torn, el Dr. Dreyfuss comença a creure en les històries de Mamà; primer, perquè Victoria és capaç d'explicar-les amb detalls que no hauria de saber; i segon, perquè acaba veient-la per si mateix durant una sessió després de mostrar a Victoria una foto d'Edith Brennan en vida. El Dr. Dreyfuss sospita que Mamà es troba en la cabanya del bosc, des d'on va trobar una manera d'obrir un portal fins a la casa, per la qual cosa decideix anar en la seva cerca, però ella l'ataca allí i el mata, trencant el seu coll.

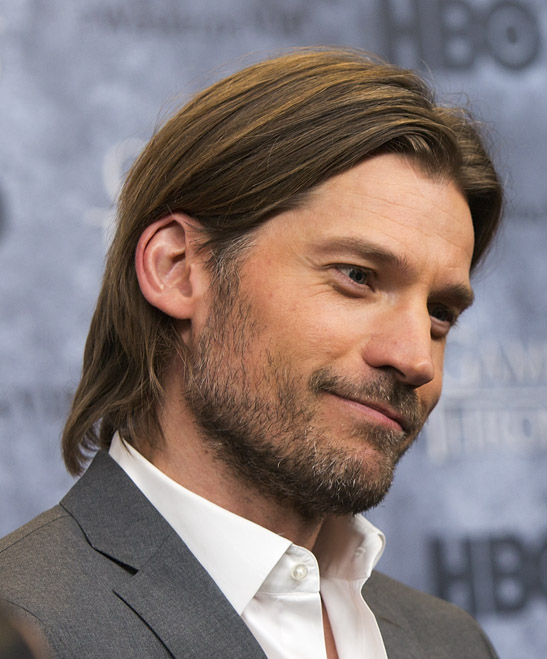
Nikolaj Coster-Waldau interpreta als germans Lucas i Jeffrey Desange.

Aquesta nit, Lilly i Victoria discuteixen, ja que la nena major ja no comparteix amb Mamà com abans, el que molesta a la seva germana. La raó d'això és que s'ha encapritxat amb els seus oncles i ara pot veure l'aspecte de Mamà, gràcies a les noves ulleres que li va donar Lucas comprenent que es tracta d'un ser sobrenatural. Lilly es molesta i escapa al pati sola a mitjanit. L'endemà al matí, Annabel descobreix a la nena semicongelada sota un arbre i després de fer-li entendre que es preocupa per ella, aconsegueix per primera vegada una connexió que desperta el seu amor de mare.
Mentrestant, Jean creu que Annabel està maltractant a les seves nebodes a causa dels hematomes que presenta Lilly —pel seu comportament animal i els jocs amb Mamà— pel que decideix entrar sense permís a la casa, buscar evidències per a demostrar-ho i obtenir la custòdia. Al mateix temps Lucas descobreix que els llocs que el seu germà li va mostrar en el somni eren reals, per la qual cosa abandona l'hospital i va fins al bosc buscant la cabanya.
Annabel visita la consulta del Dr. Dreyfuss després d'un altre esdeveniment sobrenatural, però descobreix que està desaparegut i extreu alguns objectes que el doctor ha recopilat sobre el seu cas, inclosos les restes del bebè Brennan, assabentant-se així de la història que el metge havia descobert. Al mateix temps, Mamà es torna furiosa i ataca a les nenes i a Annabel. Victoria aconsegueix defensar a la seva tia, però Lilly continua incondicional al fantasma. Annabel queda inconscient mentre Jean entra de nit a la casa buscant evidències, però és atacada per Mamà, qui posseeix el seu cos per a portar a les nenes a la cabanya.
Annabel desperta, pren les restes del bebè i condueix cap al llac, i troba Lucas en el camí. Usant els mapes del doctor tots dos hi troben la cabanya i el cadàver de Jean, però no a les nenes. Després de mirar el pati, Annabel descobreix que el penya-segat on va morir Edith està al costat de la casa, per la qual cosa corren cap a la vora.
Lucas i Annabel arriben a temps per a impedir que les nenes saltin, però Mamà els ataca, gairebé matant Lucas; no obstant això, es deté quan Annabel li lliura les restes de la seva filla. Amb ells en el seu poder, Edith plora i comença a tornar-se novament una ànima humana, no obstant això, Lilly es nega a separar-se d'ella i la crida. Això corromp novament el seu esperit i, menyspreant les restes de la seva filla, ataca Annabel i tracta de llançar-se amb les nenes pel penya-segat. Annabel es nega a rendir-se i, malgrat estar molt feble pels atacs, no deixa anar a Victoria. La nena finalment s'acomiada d'Edith, demostrant que malgrat tot la vol com una mare, però desitja viure. Ja a la vora del precipici, Victoria intenta convèncer a la seva germana que no segueixi, però Lilly només coneix la vida al costat de Mamà i insisteix que les tres han de llançar-se juntes, per la qual cosa Victoria s'acomiada de totes dues enmig del plor.
Mamà salta al buit amb Lilly, però abans de colpejar la branca de l'arbre ambdues es converteixen en un núvol de papallones. La pel·lícula finalitza amb Victoria creient que una de les papallones que la mira des de l'alt és la seva germana Lilly, mentre plora abraçada amb Annabel i Lucas.

## Repartiment
- Jessica Chastain com a Annabel.
- Nikolaj Coster-Waldau com a Lucas Desange / Jeffrey Desange.
- Megan Charpentier com a Victoria Desange.
  - Morgan Mcgarry com a Victoria (jove).
- Isabelle Nélisse com a Lilly Desange.
  - Maya i Sierra Dawe com a Lilly (jove).
- Daniel Kash com a Dr. Gerald Dreyfuss.
- Javier Botet com a Mama.
- Elva Mai Hoover com a la secretària de Dreyfuss.
  - Laura Guiteras, Melina Matthews i Jane Mofatt como a la veu de Mama.
- Jane Moffat com a Jean Podolski.
- Hannah Cheesman com a Edith Brennan (Mama viva) i dona esquelètica.
- Julia Chantrey com a Nina.
- Diane Gordon com a Louise.
- Dominic Cuzzocrea com a Ron.
- David Fox com a Burnsie.
- Pamela Farrauto com a monja #1.
- Chrys Hobbs com a monja #2.

## Producció
Amb un pressupost de $15 000 000, la producció de la pel·lícula va començar als Pinewood Toronto Studios el 3 d'octubre de 2011, finalitzant el 18 de desembre del mateix any. Parts del film van ser gravades en Washington D. C. i altres a Terrassa (Vallès Occidental). Originalment, la seva estrena estava prevista per a octubre de 2012, però va ser reprogramat per al 18 de gener de 2013.

## Recepció
Mama va rebre crítiques mixtes dels especialistes, aconseguint un 65% d'aprovació al lloc web Rotten Tomatoes basant-se en 153 ressenyes. El consens del lloc és:
| « | If you're into old school scares over cheap gore, you'll be able to get over Mama’s confusing script and contrived plot devices. | Si t'agraden els esglais de la vella escola pel gore barat, podràs superar el guió confús de Mama i els dispositius de trama artificials. | » |

L'editor del lloc web IGN Entertainment, Scott Corulla, va qualificar la cinta amb un 7.3 d'un màxim de 10 i va afegir:
| « | This is a fine first film for director Andrés Muschietti and, despite some missteps and disappointments, very well could be a harbinger of interesting things to come for the helmer. | Aquesta és una bona primera pel·lícula per al director Andrés Muschietti i, malgrat alguns passos en fals i decepcions, molt bé podria ser un presagi de coses interessants per al pilot. | » |

Roger Ebert, del Chicago Sun-Times, va gaudir la pel·lícula, li va atorgar tres de quatre estrelles i va opinar:
| « | Movies like Mama are thrill rides. We go to be scared and then laugh, scared and then laugh, scared and then shocked. Of course, there's almost always a little plot left over for a sequel. It's a ride I'd take again. | Pel·lícules com a Mama són atraccions emocionants. Ens espantem i després riem, espantats i després riem, espantats i després commocionats. Per descomptat, gairebé sempre queda una petita trama per a una seqüela. És un viatge que prendria de nou. | » |

Durant el seu primer cap de setmana en la cartellera estatunidenca, Mama va ser exhibida en 2.647 sales i va recaptar $28.123.000, quedant en el primer lloc de la setmana sobre Zero Dark Thirty i Silver Linings Playbook. L'11 de maig de 2013, ha recaptat $141 028 180 a nivell mundial.